# 3888 Hoyt
3888 Hoyt је астероид главног астероидног појаса чија средња удаљеност од Сунца износи 2,394 астрономских јединица (АЈ).
Апсолутна магнитуда астероида је 12,9.